# Mikhail Lasarev
Admiral Mikhail Petrovitj Lasarev (russisk: Михаил Петрович Лазарев, tr. Mikhail Petrovitj Lasarev; født 3. november 1788 i Vladimir, død 11. april 1851 i Wien) var en russisk flådekommandør og en udforsker.

## Uddannelse og tidlig karriere
Lasarev blev født i en slægt af den gamle russiske adel fra Vladimir guvernement. I 1800 blev han indskrevet ved Ruslands flådeakademi. Tre år senere blev han sendt til den britiske flåde, hvor han forblev i en femårig periode. Fra 1808 til 1813 tjente Lasarev i den baltiske flåde. Han deltog i den russisk-svenske krig 1808-1809 og under Napoleons invasion af Rusland i 1812.

## Karriere som udforsker
Lazarev deltog i den første omsejling af kloden i 1813-1816 ombord på skibet "Suvorov". Ekspeditionen indledtes ved Kronstadt og nåede til Alaska. Under denne rejse opdagede Lasarev Suwarrow-atollen.
Som kommandør for skibet "Mirnyj" og Fabian Gottlieb von Bellingshausens stedfortræder på dennes verdensomsejlende togt i 1819-1821 (Bellingshausen kommanderede "Vostok") deltog Lasarev i opdagelsen af Antarktis og mange øer. Den 28. januar 1820 opdagede ekspeditionen det antarktiske fastland, da man nærmede sig Antarktis kyst ved koordinaterne 69°21′28″S 2°14′50″V / 69.35778°S 2.24722°V og så isbjerge der.
I 1822-1825 omsejlede Lasarev kloden for tredje gang på sin fregat "Крейсер" (dansk: Krydseren), der gennemførte bred forskning inden for meteorologi og etnografi.

## Kommandoer under søslag
I 1826 blev Lasarev øverstbefalende for skibet "Asov", som skulle sejle til Middelhavet som flagskib for den første middelhavskvadron under ledelse af admiral Lógin Géjden og deltage i slaget ved Navarino i 1827. Lasarev modtog rangen af kontreadmiral for sin ekspertise under kampen.
I 1828-1829 var han ansvarlig for blokaden af Dardanellerne. I 1830 vendte Lasarev tilbage til Kronstadt og blev øverstbefalende for flådeenheder i den baltiske flåde. To år senere blev han stillet stabschef i Sortehavsflåden. I februar-juni 1833 ledede Lasarev en russisk eskadron til Bosporus og underskrev Hünkâr İskelesi-traktaten med Det Osmanniske Rige. I 1833 blev Lazarev udnævnt til øverstbefalende for Sortehavsflåden, havne i Sortehavet og også militærguvernør i Sevastopol og Nikolajev.

## Indflydelse og betydning
Admiral Lasarev var indflydelsesrig både i tekniske spørgsmål og som mentor for yngre officerer. Han var fortaler for oprettelsen af en dampdrevet flåde, men Ruslands tekniske og økonomiske tilbagestående stilling var en stor hindring for dette. Han instruerede også en række af de russiske flådekommandørere, herunder Pavel Nakhimov, Vladimir Kornilov, Vladimir Istomin og Grigorij Butakov.
En atol i Stillehavet, odder i Amur flodmundingen og på Unimak Island i Aleuterne, en tidligere ø i Aralsøen, en bugt og en havn i Det Japanske Hav, bugten og havet i Sydhavet, Lasarevskij rajon nær Sotji og andre steder bærer Lasarevs navn.
Flere skibe blev navngivet efter admiralen:
En let krydser bestilt til den kejserlige russiske flåde i 1914, afsluttet og omdøbt Krasnyj Kavkas efter den russiske revolution.
Admiral Lasarev var en Sverdlov-klasse krydser bygget i begyndelsen af 1950'erne.
Kirov-klassekrydseren Frunse blev omdøbt til Admiral Lasarev efter Sovjetunionens opløsning.
Lasarev er begravet med sine elever Nakhimov, Kornilov og Istomin i en begravelseskrypt i Sankt Vladimirs katedral i Sevastopol.
En mindre planet 3660 Lasarev, opdaget af den sovjetiske astronom Nikolaj Tjernykh i 1978, er opkaldt efter ham.